# Lijst van heren en vrouwen van Heeswijk
Dit is een lijst van de heren en vrouwen van de Heerlijkheid Heeswijk, die op Kasteel Heeswijk hebben gewoond of het in het bezit hebben gehad. Tot 1554 is de lijst onvolledig.
- 1196 · Albert van Heeswijk (Almericus van Heswic), de eerst bekende heer.
- 1284-1297 · Dirk II van Heeswijk
- 1297-1313 · Agnes van Heeswijk, huwt met Walraven van Bentheim (1284-1313), Heer van Dinther. Sinds die tijd vormen Heeswijk en Dinther een bestuurlijke eenheid.
- 1323 · Jan II van Megen
- 1306-1336 · Walraven van Benthem, gehuwd met N.N. van Halt
- 1337-1375 · Jan van Benthem, gehuwd met Gertruda van Steenbergen. Tot omstreeks 1359 was Heeswijk-Dinther een vrije heerlijkheid, daarna kwam het aan de hertog van Brabant.
- 1376-1386 · Walraven van Benthem, gehuwd met Gertruda van Bylandt
- 1386-1405 · Willem van der Aa, door aankoop. Deze was ook heer van Nieuw-Herlaar
- 1405-1427 · Hendrik van der Lecke (ook: Hendrik van Polanen), tevens Heer van Moergestel en Schijndel
- 1427-1454 · Johanna van der Lecke (ook: Johanna van Polanen), gehuwd met Jan van Cuijk, ook vrouwe van Moergestel en Asten
- 1454-1479 · Pieter van Vertaing, gehuwd met Johanna van Rouveroy, tevens heer van Asten
- 1517-1521 · Maximiliaan van Glymes, heer van Zevenbergen, Merlet en Heeswijk
- 1521-1523 · Leonard van Glymes
- 1523-1545 · Cornelus van Glymes, vanaf 1538 Bisschop van Luik
- 1554-1572 · Johan Dinther En Berlicum Cirksena Graaf Van Durby Heer Van Heeswijk
- 1572-1600 · Maximiliaan Dinther En Berlicum Cirksena Graaf Van Durby En Valkenburg Heer Van Heeswijk
- 1600-1621 · Wernout van Oostfriesland
- 1621-1632 · Johan t'Serclaes van Tilly, kleinzoon van Maximiliaan Cirksena
- 1621-1633 · Marie van Oostfriesland
- 1633-1647 · Jan Werner t'Serclaes van Tilly
- 1647-1649 · Dirk van Cattenburg
- 1647 · Joost van Hedikhuizen
- 1647-1649 · Maria Hovelmans
- 1649-1655 · Matthijs van Asperen
- 1655-1674 · Gerard Maas, Juwelier te 's-Gravenhage. Matthijs van Asperen had grote schulden bij hem
- 1674-1684 · Elisabeth Lasson, weduwe van Gerard Maes
- 1684-1691 · Jacob I van der Hoeven, gevolmachtigde van Agatha Briel, benoemd zichzelf tot heer van H en D op 24 augustus 1685
- 1691-1698 · Agatha Briel, weduwe van Jacob I van der Hoeven
- 1699-1719 · Jacob II van der Hoeven
- 1719-1739 · Jacob III van der Hoeven
- 1740-1746 · Cornelis I Speelman, getrouwd met Agatha van der Hoeven
- 1746-1749 · Agatha van der Hoeven, zus van Jacob III van der Hoeven
- 1749-1787 · Cornelis II Speelman
- 1788-1835 · Cornelis Jacob Speelman
- 1794 · Het kasteel is geruime tijd het hoofdkwartier van generaal Pichegru
- 1835-1855 · Baron Andreas van den Bogaerde van Terbrugge, gehuwd met Eugenie Papeians de Morchoven dit van der Strepen
- 1855-1890 · Jonkheer Louis van den Bogaerde van Terbrugge, ongehuwd
- 1890-1895 · Jonkheer Alberic van den Bogaerde van Terbrugge, ongehuwd, tevens Heer van Moergestel
- 1895-1963 · Onder bewind wegens de bepaling van Jonkheer Alberic in zijn erfenis
- 1963-1974 · Baron Willem van den Bogaerde van Terbrugge, tevens Heer van Moergestel, gehuwd met Albertine barones van Heeckeren van Kell